# (33089) 1997 XK11
1997 XK11 (asteroide 33089) é um asteroide da cintura principal. Possui uma excentricidade de 0.12397730 e uma inclinação de 7.26740º.
Este asteroide foi descoberto no dia 15 de dezembro de 1997 por Beijing Schmidt CCD Asteroid Program em Xinglong.